# Coll de Platzerwasel
El coll de Platzerwasel (en francès col du Platzerwasel) és un port de muntanya que corona a 1.182 metres i que es troba a la serralada dels Vosges, al departament de l'Alt Rin, França, entre les localitats de Sondernach i Le Markstein.

## Detalls de l'ascensió
Des del nord-est l'ascensió comença a Munster, amb 16,2 quilòmetres durant els quals se superen 781 metres d'altitud, a un desnivell mitjà del 4,8%. A Sondernach la ruta es troba amb el descens procedent del coll del Petit Ballon; i d'aquí fins al cim queden 7,1 quilòmetres a una mitjana del 8,4%. Els trams amb més desnivell arriben al 9,6% quan manquen entre 6 i 4 quilòmetres pel coll.

## Tour de França
El Coll de Platzerwasel ha format part del recorregut del Tour de França en tres ocasions des que va fer la primera aparició el 1967.
| Any  | Etapa | Categoria | Inici      | Final                     | Primer al cim           |
| ---- | ----- | --------- | ---------- | ------------------------- | ----------------------- |
| 2014 | 10    | 1         | Mulhouse   | Planche des Belles Filles | Joaquim Rodríguez (CAT) |
| 2009 | 13    | 1         | Vittel     | Colmar                    | Sylvain Chavanel (FRA)  |
| 1967 | 8     | 2         | Estrasburg | Ballon d'Alsace           | Jesús Aranzábal (ESP)   |